# Carlos Sabino
Carlos Sabino (Buenos Aires, Argentina; 24 de julio de 1944) es un sociólogo, historiador y escritor argentino. Además, es profesor jubilado de la Universidad Central de Venezuela y director de la Maestría en Historia, en la Universidad Francisco Marroquín, Guatemala. Al graduarse ingresó en la empresa Unilever.

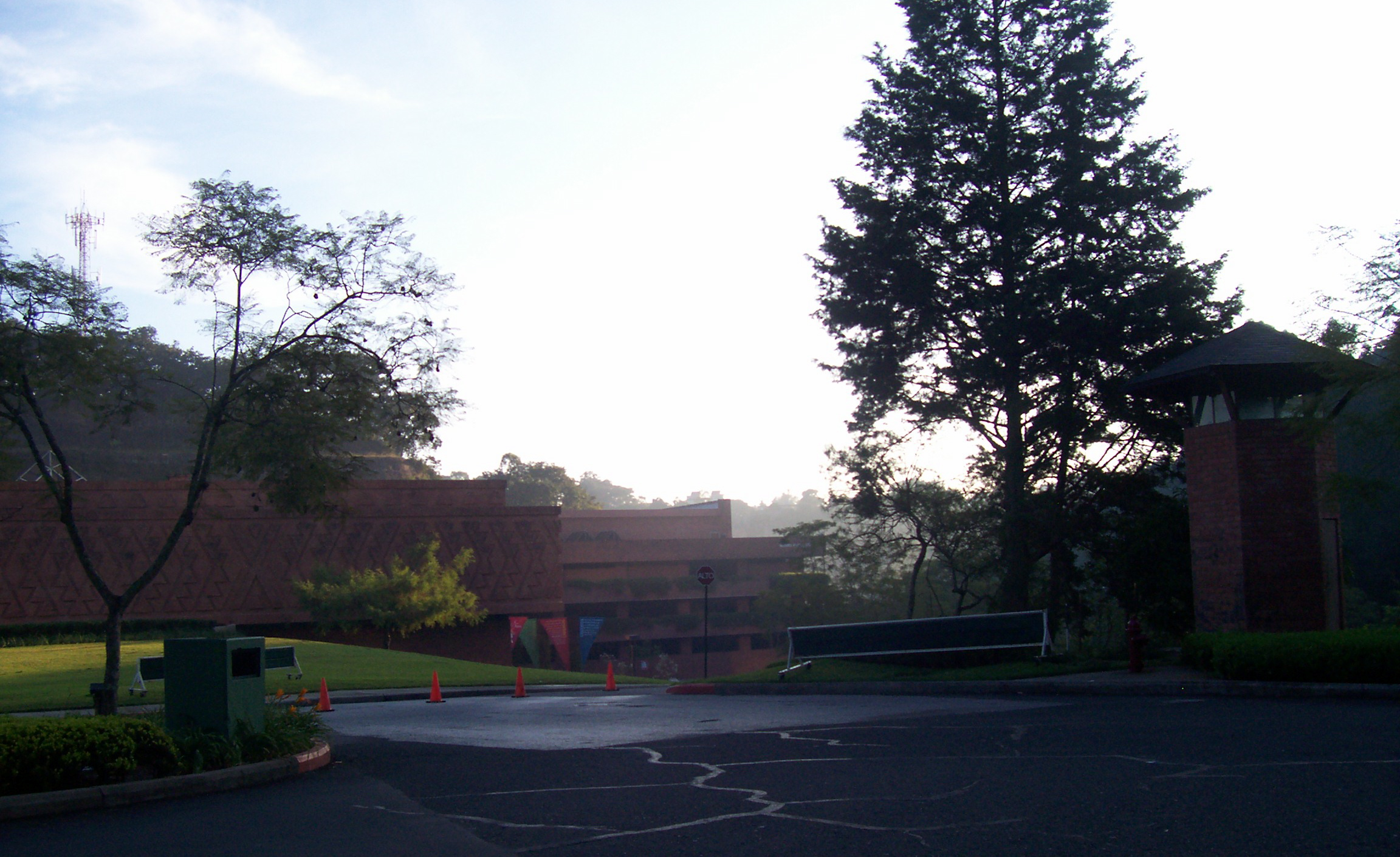
Universidad Francisco Marroquín, donde Carlos Sabino es director de la Maestría en Historia.

Se trasladó a Chile, en 1971, para colaborar en el experimento de socialismo en libertad que iniciaba el socialista Salvador Allende en esos momentos; ingresó como profesor en la Universidad del Norte, en Arica. Durante su experiencia en Chile, obtuvo una especialización docente en el campo de la metodología de investigación que reforzaba conocimientos previamente obtenidos y rechazó profundamente el socialismo. Antes de que cayera Allende, prefirió salir del país y vivió un año en Perú, donde se desarrollaba otro experimento socializante, aunque más moderado, realizando también en ese país tareas de investigación y de docencia universitaria. 
En 1980 comenzó a cursar el Doctorado en Ciencias Sociales, de la Facultad de Ciencias Económicas y Sociales de aquella misma universidad, en el que aprovechó para especializarse sistemáticamente en materias de economía. Su tesis, terminada en 1986 pero publicada en 1988 como Empleo y gasto público en Venezuela.
Es también miembro de la Sociedad Mont Pelerin, colaborador del Center for Global Prosperity del Independent Institute (de cuyo Board of Advisors es miembro), del Centro de Divulgación del Conocimiento Económico para la Libertad de Venezuela) y del Consejo Académico de la Fundación Internacional para la Libertad. Es corresponsal de la Agencia Interamericana de Prensa Económica y colabora con el Centro para la Apertura y Desarrollo de América Latina.